# 巴西利斯克
巴西利斯克（Basilisk），又叫蛇尾雞或者有翼蜥蜴，在希臘和歐洲的傳說裡，是所有蛇類之王，並且能以眼神致人於死。根據老普林尼的《博物志》，巴西利斯克是一種有劇毒的小蛇，其爬行過的土地會留下有毒的黏液，而他的凝視同樣也是致命的。
關於巴西利斯克的形象，有三種不同的描述：巨大的蜥蜴、巨大的蛇或是一隻三尺高、有著蛇尾巴和牙齒的公雞。據說它的頭上有法冠或皇冠狀的羽飾，故被稱為「國王」，一般把它定位在一種雞身蛇尾的怪物，與雞蛇（cockatrice）類似。關於巴西利斯克還有一個另人難以置信的傳說，據說它是從公雞所孵化的蛇蛋出生（和雞蛇的傳言－由蛇孵化的雞蛋－剛好相反）的。在中世紀的歐洲，巴西利斯克和公雞的形象才慢慢重疊，杰弗里·乔叟就曾在其著作坎特伯雷故事集中描繪巴西利斯克（其稱之為Basilicok）的樣子。
鄉野傳說和故事也不斷為巴西利斯克的致命能力加油添醋，如將其描述成一隻會吐火的巨大的野獸、光以它的聲音就能殺人等等，甚至有作家說他不只光碰觸就能殺人，還能以碰觸受害者接觸的東西來殺害他－如他手中所握的劍。巴西利斯克也是瑞士城市巴塞爾（Basel）的守護生物。

## 神話基礎
有些人推測人類初次接觸眼鏡蛇的印象，可能是巴西利斯克傳說的源頭。眼鏡蛇頭上頭摺位置有一個冠狀標誌，有王者圖騰的特色（如在沙漠居住的埃及眼鏡蛇，便被用作皇族的標誌之ㄧ）；加上一些蛇類可以遠距離吐出毒液作出攻擊（如射毒眼鏡蛇、唾蛇等），也像巴西利斯克般可遠距離傷害敵人。種種蛇類的形象混合後，也許生成了巴西利斯克的形象。實際上有一種名為雙嵴冠蜥（Basiliscus basiliscus）的小蜥蜴，但牠不被認為是神話生物的始源。

## 大眾文化
- 聖鬥士星矢中冥鬥士天捷星 巴西利斯克 希爾菲特。
- 獵獸神兵中第二十六號部隊「擬神兵部隊」的隊員埃德加·貝克福德，擬神兵型態類似為「變色毒蜥巴西利斯克」的變色巨蜥獸人。
- 角色扮演遊戲《龍與地下城》中的石化蜥蜴（Basilisk）和上述者其實是同一種生物。
- 在英國小說《哈利波特與消失的密室》中的蛇妖便是以巴西利斯克為原型而衍伸的虛構生物，但哈利波特書中的蛇妖相較於古代傳說的版本的體積更大、壽命也更長。
- 在日本輕小說《銃皇無盡的法夫納》中，為人類對紅龍的命名，繁體中文版之名亦取自其音譯，能力是「災厄時間」。
- 在日本漫畫《迷宮飯》中，雞身蛇尾型態存在的魔物，產下並非雞蛋而是蛇蛋；漫畫中的見解有別於一般常識的認知，蛇的部分才是本體。
- 在日本漫畫《海賊王》中，海底監獄推進城第二層猛獸地獄亦出現過類似生物。

## 外部連結
- Medieval Bestiary: Basilisk （页面存档备份，存于）
- Basilisk gallery （页面存档备份，存于）
- Basilisk at Monstrous.com （页面存档备份，存于）